# Coleophora drymidis
Coleophora drymidis é uma espécie de mariposa do gênero Coleophora pertencente à família Coleophoridae.